# Episodi di Professor T. (serie televisiva belga) (terza stagione)
La terza ed ultima stagione della serie televisiva Professor T., composta da 13 episodi, è stata trasmessa sul canale belga Één dal 9 settembre al 9 dicembre 2018.
In Italia, la stagione è andata in onda su La7d dal 21 febbraio al 27 marzo 2020, saltando l'episodio 7, che è andato in onda successivamente in prima visione il 22 agosto 2020.
| nº | Titolo originale         | Titolo italiano                | Prima TV Belgio   | Prima TV Italia  |
| -- | ------------------------ | ------------------------------ | ----------------- | ---------------- |
| 1  | De troonopvolger, deel 1 | I debiti si pagano             | 9 settembre 2018  | 21 febbraio 2020 |
| 2  | De troonopvolger, deel 2 | Tempi difficili                | 16 settembre 2018 | 21 febbraio 2020 |
| 3  | Het verloren schaap      | La vendetta non conosce tregua | 23 settembre 2018 | 28 febbraio 2020 |
| 4  | Het perfecte plaatje     | Prima notte di nozze           | 30 settembre 2018 | 28 febbraio 2020 |
| 5  | Sugarbaby                | Baby escort                    | 7 ottobre 2018    | 6 marzo 2020     |
| 6  | Elk huisje...            | Segreti di famiglia            | 21 ottobre 2018   | 6 marzo 2020     |
| 7  | Het geluk van anderen    | La sentenza                    | 28 ottobre 2018   | 22 agosto 2020   |
| 8  | Moord op voorschrift     | Amore e vendetta               | 4 novembre 2018   | 13 marzo 2020    |
| 9  | Het vluchtmisbedrijf     | Il prezzo dell'ingiustizia     | 11 novembre 2018  | 20 marzo 2020    |
| 10 | Residentie Zilverspar    | Incidenti di percorso          | 18 novembre 2018  | 20 marzo 2020    |
| 11 | Dakloss                  | Il gene criminale              | 25 novembre 2018  | 27 marzo 2020    |
| 12 | Queen Olivia             | Pura crudeltà                  | 2 dicembre 2018   | 27 marzo 2020    |
| 13 | De ontknoping            | Il cerchio si chiude           | 9 dicembre 2018   | 27 marzo 2020    |